# Dar Chaoui
Dar Chaoui  (in arabo دار الشاوي‎?) è un centro abitato e comune rurale del Marocco situato nella prefettura di Tangeri-Assila, regione di Tangeri-Tetouan-Al Hoceima. Conta una popolazione di 4 303 abitanti (censimento 2014).